# Rhabdogaster oribi
Rhabdogaster oribi là một loài ruồi trong họ Asilidae. Rhabdogaster oribi được Londt miêu tả năm 2006. Loài này phân bố ở vùng nhiệt đới châu Phi.